# Lievito

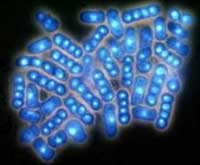
Microfotografia di lieviti

I lieviti sono un gruppo di funghi, formati da un unico tipo di cellula eucariotica, che possono avere forma ellittica o sferica. Sono state catalogate più di mille specie di lieviti. Alcune specie sono comunemente usate per lievitare il pane e far fermentare le bevande alcoliche. La maggior parte dei lieviti appartiene al gruppo degli Ascomiceti.
Un piccolo numero di lieviti, come la Candida albicans, può causare infezioni nell'essere umano, mentre un altro lievito, Malassezia pachidermatis, è causa di dermatite e otite nel cane e nel gatto. Il lievito più comunemente usato è un saccaromicete, termine scientifico Saccharomyces cerevisiae, che è "addomesticato" da migliaia di anni per la produzione di vino, pane e birra.

## Respirazione/fermentazione
Mentre alcuni lieviti utilizzano esclusivamente la respirazione aerobica, altri, in assenza di ossigeno, possono utilizzare un processo diverso chiamato fermentazione. I lieviti fermentanti producono energia convertendo gli zuccheri in anidride carbonica ed etanolo.
Nella fermentazione delle bevande alcoliche è utile la produzione dell'etanolo, mentre nella lievitazione del pane l'anidride carbonica gonfia la pasta, e l'alcool (etanolo) evapora durante la cottura.
Un esempio con un substrato di glucosio:
C6H12O6  (glucosio) → 2 CH3CH2OH (etanolo) + 2 CO2 (anidride carbonica)

## Riproduzione
La riproduzione dei lieviti può essere sessuata o asessuata.
La riproduzione asessuata può avvenire per:
- gemmazione (prevalentemente), in cui la cellula madre del lievito subisce una mitosi e si forma una protuberanza laterale in cui migra uno dei nuclei, mentre si accresce questa protuberanza si separa dalla cellula madre;
- scissione (meno frequente) realizzata solo da alcuni lieviti, tra cui Schizosaccharomyces pombe.[2] È la più diffusa modalità di riproduzione asessuata (ma, non per i lieviti, dove nella maggior parte delle specie predomina la riproduzione asessuata per gemmazione), soprattutto per organismi semplici, quali batteri, protisti e piante, ma anche alcuni animali (poriferi, cnidari, platelminti, echinodermi). Con questo termine si può anche indicare la divisione in più parti di un corpo, di una popolazione di individui o di una specie, e la rigenerazione di tali parti in modo da ottenere singoli individui.

La riproduzione sessuata si verifica attraverso la produzione di spore, che generalmente sono molto resistenti. I lieviti a seconda che producano o meno spore di origine asessuata si dividono in:
- Lieviti sporigeni, come gli Ascomiceti, dalla cui riproduzione sessuata si forma uno zigote che si trasforma in asco, cioè una struttura contenente le ascospore (il cui numero in genere è di 4, ma può variare in multipli di 4 oppure in numero inferiore). Anche i Basidiomiceti sono sporigeni, ma in minor numero rispetto agli Ascomiceti;

## Usi

### Lieviti di birra
I primi a scoprire il lievito di birra furono gli antichi egizi verso il 1500 a.C.
I produttori di birra classificano i lieviti come ad alta o bassa fermentazione. Questa classificazione è stata introdotta dal danese Emil Christian Hansen.
I lieviti ad alta fermentazione (così chiamati perché galleggiano sulla superficie della birra) preferiscono temperature più alte, e danno alla birra un profilo aromatico complesso, con toni fruttati e speziati. Il classico lievito ad alta fermentazione è il Saccharomyces cerevisiae, conosciuto come lievito di birra. Esempio classico di birre in cui viene utilizzato sono le ale.
I lieviti a bassa fermentazione lavorano a basse temperature e alla fine della loro attività si depositano sul fondo. Fra questi: Saccharomyces uvarum e Saccharomyces carlsbergensis usati per produrre birre tipo lager.

### Lieviti e vino
Nonostante il vino sia stato prodotto in modo industriale sin dall'antichità, l'associazione tra il lievito e la produzione di vino si deve agli studi di Louis Pasteur e Cagnard Latour, condotti a fine ottocento. Il lievito ha un metabolismo molto particolare: in presenza di elevate concentrazioni di zucchero assume un metabolismo di tipo anaerobico e segue la via fermentativa piuttosto che la respirazione (metabolismo aerobico) anche in presenza di ossigeno; questo fenomeno è stato studiato da Luis Pasteur ed assume il nome di effetto Pasteur (o effetto Crabtree). Questo tipo di metabolismo è fondamentale perché la respirazione porterebbe solo a CO2, mentre l'utilizzo della via metabolica fermentativa consente di produrre etanolo, una molecola che a concentrazioni superiori al 4% inibisce la crescita della maggior parte degli altri funghi e batteri. In natura il lievito Saccharomyces cerevisiae è l'organismo che produce e resiste alle più alte concentrazioni di etanolo, fino al 16%. Ceppi diversi hanno diverse tolleranze a elevate concentrazioni di zucchero e di etanolo.

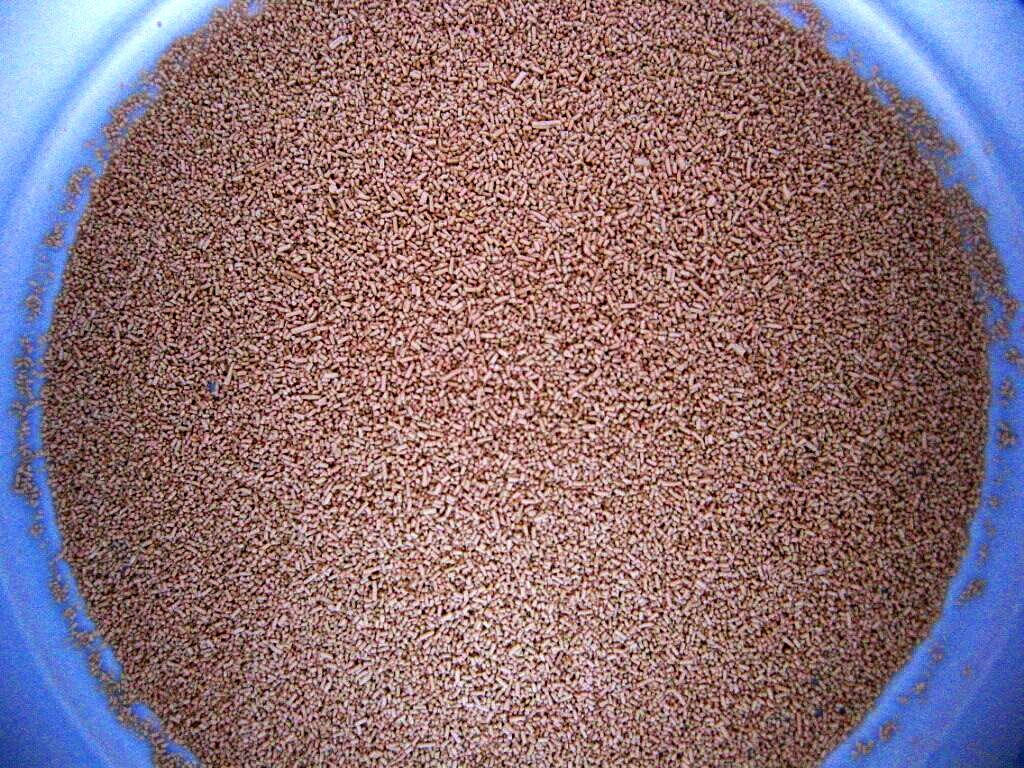
Lieviti secchi

Nella vinificazione è in genere utilizzato il Saccharomyces cerevisiae per le fermentazioni dei mosti normali ed il Saccharomyces bayanus per le fermentazioni di mosti ad alto contenuto zuccherino o per la presa di spuma.

### Lieviti e genetica
Il Saccharomyces cerevisiae è conosciuto anche come lievito da fornaio; è usato come organismo modello da biologi che studiano genetica e biologia molecolare (in particolare per ricerche sul ciclo cellulare) perché si può coltivare facilmente in laboratorio, ed in quanto Eucariota ha una struttura cellulare complessa. Ad esempio, le grandi scoperte fatte da Yoshinori Ohsumi nel campo dell'autofagia cellulare che gli hanno valso il premio Nobel nel 2016 hanno alla base degli esperimenti condotti su tale lievito. I geni della regolazione del ciclo cellulare umano, le cicline, sono stati scoperti e studiati per la prima volta nel lievito Saccharomyces cerevisiae. La scoperta che la lunghezza dell'estremità dei cromosomi, i telomeri, è associata all'invecchiamento cellulare ed è stata raggiunta per la prima volta dal premio Nobel Elizabeth Blackburn, proprio nel cerevisiae.
Quello del Saccharomyces cerevisiae è stato il primo genoma di un eucariota a essere sequenziato completamente.
Il database del genoma dei lieviti è uno strumento molto importante per sviluppare la conoscenza del funzionamento e organizzazione della genetica e della fisiologia delle cellule eucariote.
Un altro importante database sul Saccharomyces cerevisiae è mantenuto dal Centro di Informazione per le Sequenze Proteiche di Monaco di Baviera.